# Chudeřice

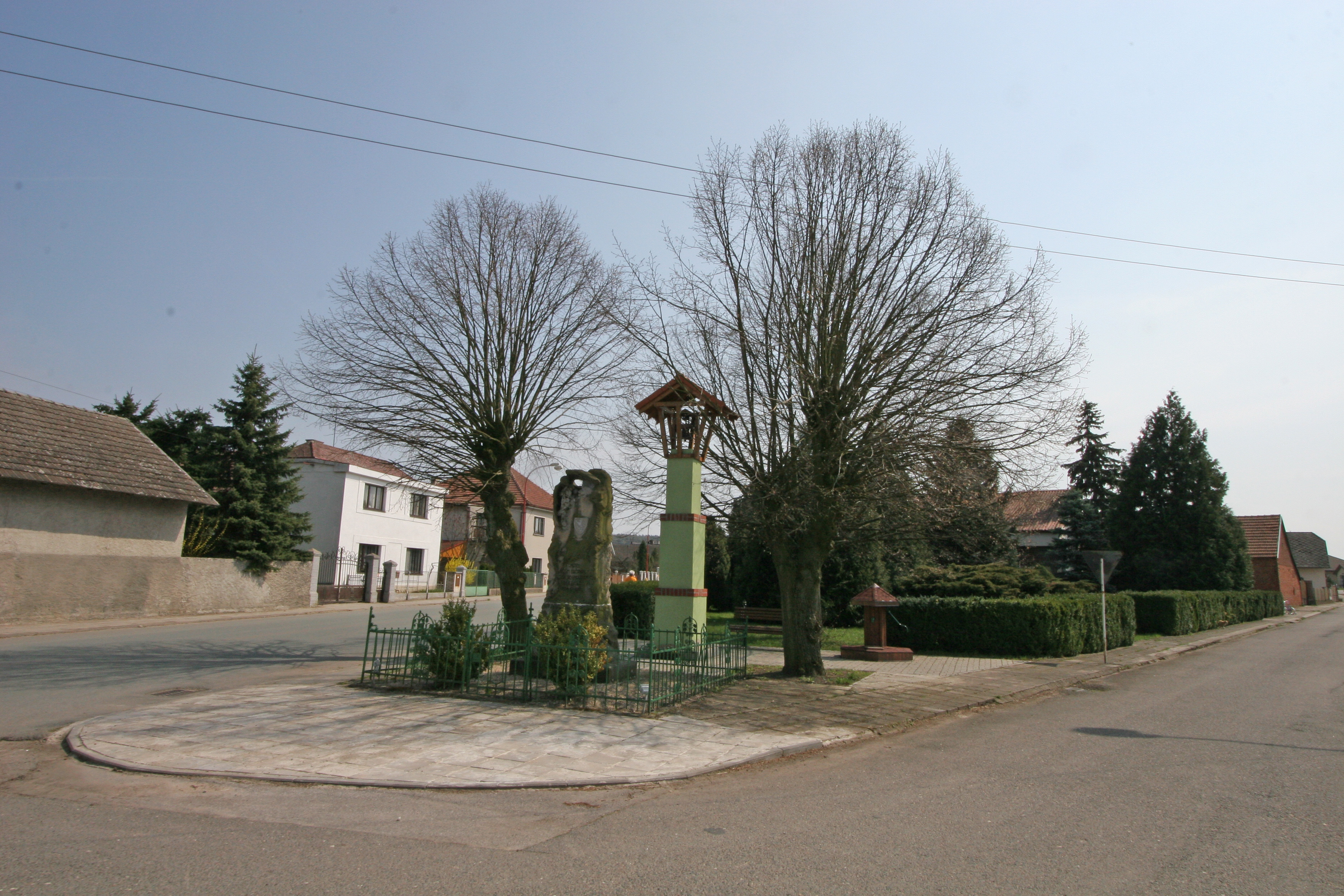
Glockenturm und Gefallenendenkmal

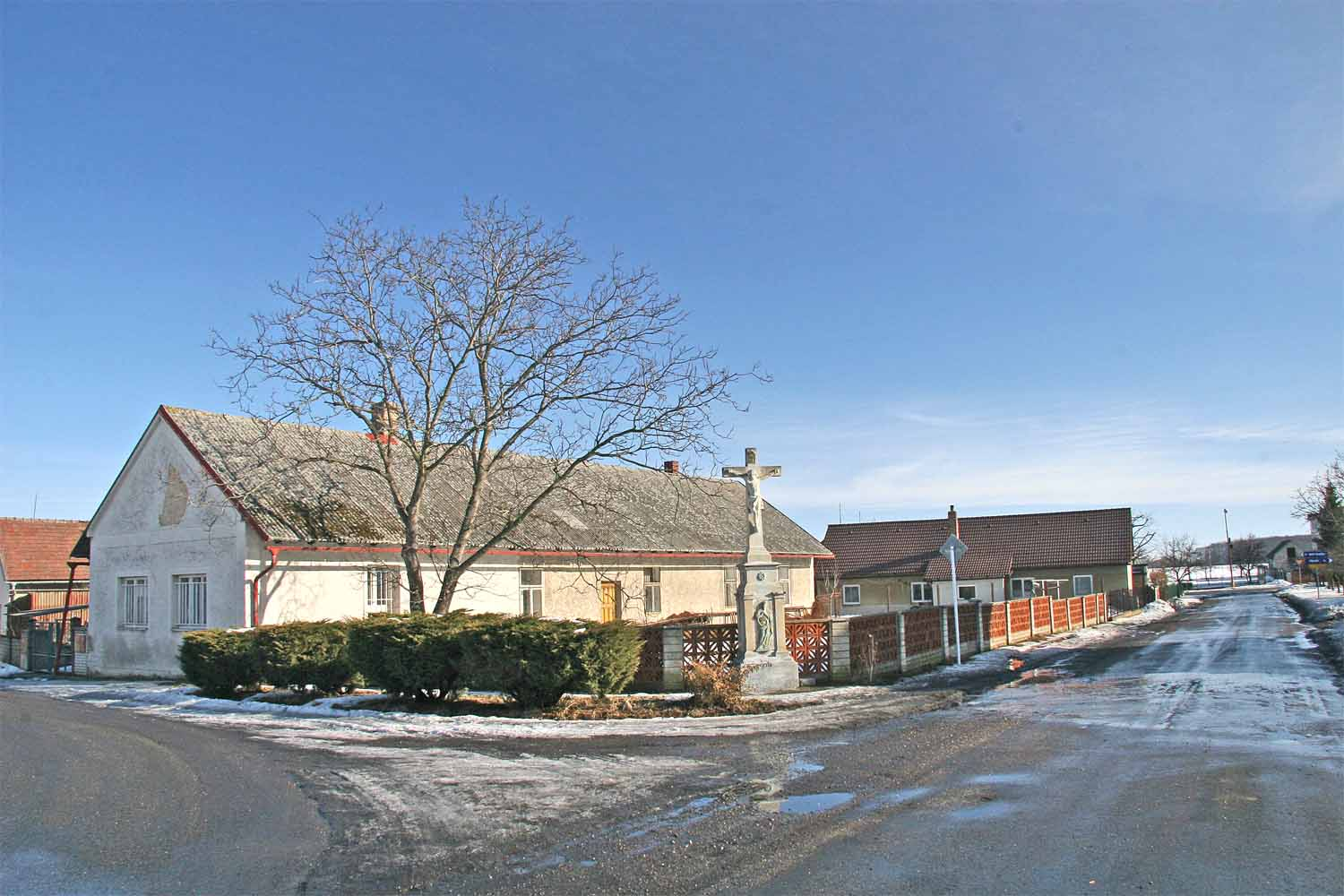
Kreuz

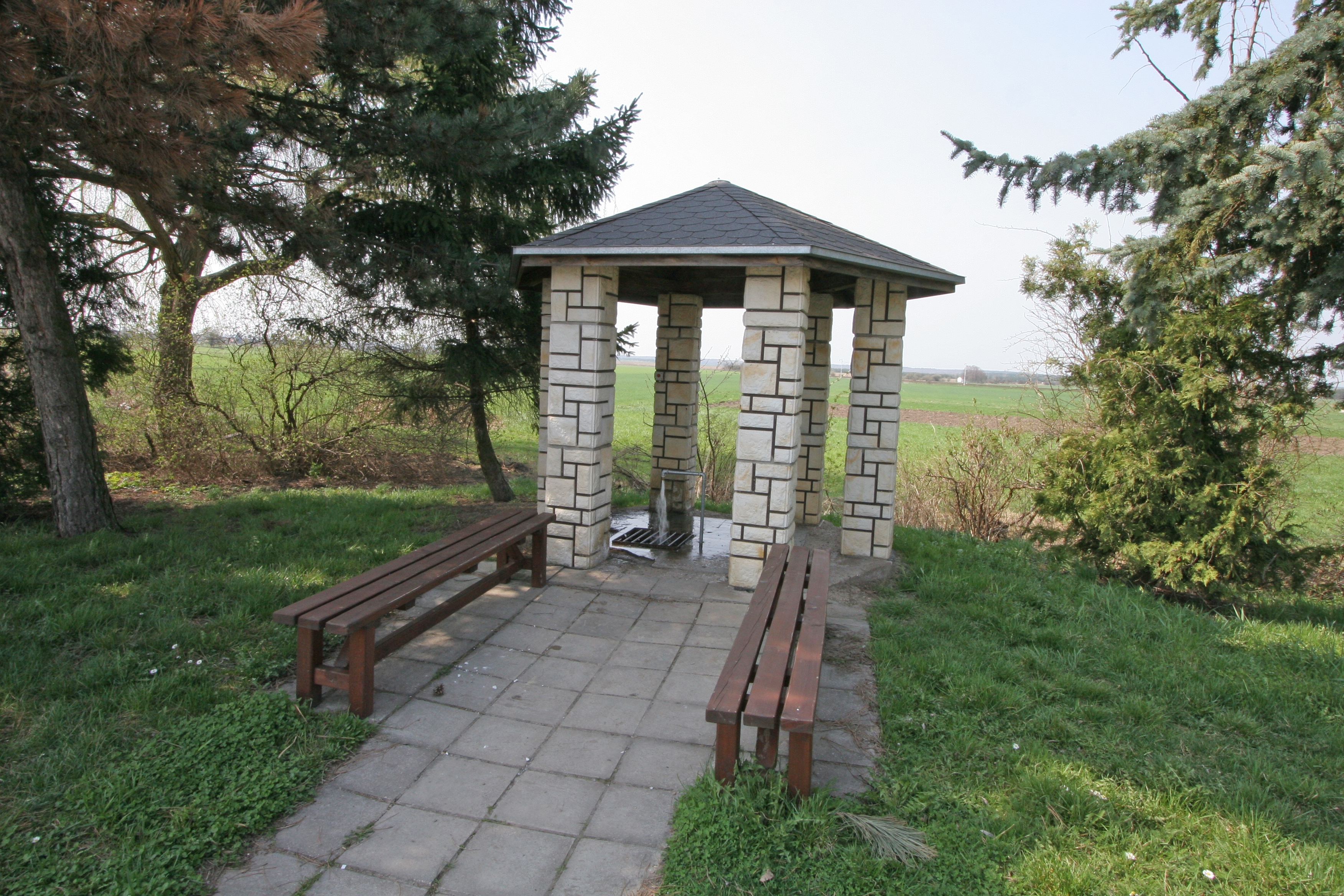
Mineralquelle

Chudeřice (deutsch Chuderzitz, 1939–1945 Kuderschitz) ist eine Gemeinde in Tschechien. Sie liegt sieben Kilometer östlich von Chlumec nad Cidlinou und gehört zum Okres Hradec Králové.

## Geographie
Chudeřice befindet sich am Fuße der Dobřenická plošina (Dobrzenitzer Hochfläche) auf der Chlumecká tabule (Chlumetzer Tafel). Am nördlichen Ortsrand verläuft die Bahnstrecke Chlumec nad Cidlinou–Międzylesie, dahinter die Staatsstraße I/11 zwischen Nové Město und Hradec Králové. Zwei Kilometer südlich des Dorfes verläuft die Dálnice 11/E 67. Im Südosten erheben sich der Lhotáček (290 m n.m.) und der Soudný (288 m n.m.), südlich die Jitra (272 m n.m.) und der Kačerový kopec (271 m n.m.). Gegen Südosten liegen die Teiche Lhotáček und die Běloveské rybníčky, südwestlich der Kněžský rybník und der Starovodský rybník. Östlich von Chudeřice befindet sich die Wüstung Haškova Lhota, südöstlich die Wüstung Nedabylice.
Nachbarorte sind Kosice, Třesice und Kosičky im Norden, Babice, Požáry und Káranice im Nordosten, Ovčín und Michnovka im Osten, Pravy, Kasaličky, V Austrálii und Na Obci im Südosten, Voleč, Amerika, Žáravice und Chýšť im Süden, Klamoš und Rtanov im Südwesten, Stará Voda im Westen sowie Nová Hospoda, Oktaviánov und Přestavecko im Nordwesten.

## Geschichte
Die erste urkundliche Erwähnung von Chuderzicz erfolgte 1318 in der Landtafel, als das Gut dem Zemanen Všeslav von Zachrašťany zugeschrieben wurde. Im Ort bestand zu dieser Zeit eine Feste. Im Jahre 1386 gehörte Chuderzicz zu den Gütern der Feste Přestavlky, der Besitzer war Unka von Přestavlk. Das Geschlecht, das auch das Prädikat de Chuderzicz gebrauchte, wurde 1430 letztmals erwähnt und erlosch wahrscheinlich – wie auch die Feste Chudeřice – während der Hussitenkriege. In der Mitte des 16. Jahrhunderts erwarben die Herren von Pernstein die wüste Feste Přestavlky mit den zugehörigen Dörfern und schlugen sie  der Herrschaft Chlumetz zu. Johann von Pernstein, der die Herrschaften 1533 erworben hatte, veräußerte sie an König Ferdinand I., der sie 1547 zu einer Kammerherrschaft Chlumetz vereinigte. König Matthias überschrieb 1611 die Kammerherrschaft Chlumetz für treue Dienste bei der Erlangung der Böhmischen Krone an Wenzel Graf Kinsky von Wchinitz und Tettau. Nachdem Wenzel Graf Kinsky 1620 in die Chlumetzer Pfarrkirche St. Ursula einfiel, um hussitische Gottesdienste zu unterbinden, brach in der Gegend ein Aufstand aus. Im Jahre 1775 brach in der Herrschaft ein großer Bauernaufstand aus.
Im Jahre 1833 bestand das im Bidschower Kreis gelegene Dorf Chuděřitz aus 16 Häusern, in denen 112 Personen lebten. Im Ort gab es einen Meierhof mit Schäferei. Gepfarrt war das Dorf zur Dechanteikirche der hl. Ursula in Chlumetz. Bis zur Mitte des 19. Jahrhunderts blieb Chuděřitz der Fideikommissherrschaft Chlumetz untertänig.
Nach der Aufhebung der Patrimonialherrschaften bildete Chudeřice ab 1849 eine Gemeinde im Gerichtsbezirk Chlumetz. Ab 1868 gehörte das Dorf zum Bezirk Neubydžow und wurde nach Káranice eingemeindet. 1869 hatte Chudeřice 201 Einwohner und bestand aus 25 Häusern. Zwischen 1870 und 1873 wurde nördlich des Dorfes die Bahnstrecke Chlumetz–Königgrätz angelegt; einen Haltepunkt erhielt das Dorf jedoch nicht. Im Jahre 1900 lebten in Chudeřice 178 Menschen, 1910 waren es 184. Im Jahre 1913 löste sich das Dorf von Káranice los und bildete eine eigene Gemeinde. 1923 erfolgte die Elektrifizierung des Dorfes. 1930 hatte Chudeřice 201 Einwohner und bestand aus 35 Häusern. In den 1930er Jahren entstand eine Dorfschule. Im Zuge der Gebietsreform von 1960 wurde der Okres Nový Bydžov aufgelöst, seitdem gehört die Gemeinde zum Okres Hradec Králové. Beim Zensus von 2001 lebten in den 64 Häusern der Gemeinde 195 Personen.

## Sehenswürdigkeiten
- Gemauerter Glockenbaum
- Sandsteinkreuz im Ortszentrum
- Denkmal für die Gefallenen des Ersten Weltkrieges